# Nadene Caldwell
Nadene Caldwell (* 24. Januar 1991 in Belfast) ist eine nordirische Fußball- und Futsalspielerin. Sie steht derzeit beim Glentoran FC unter Vertrag und spielte 2008 erstmals für die A-Nationalmannschaft.

## Karriere

### Vereine
Nadene Caldwell begann im Alter von sieben Jahren damit, beim Linfield FC Fußball zu spielen. Ab 2009 spielte sie für den Glentoran FC. Dort blieb sie bis 2014, ehe sie zu den Northern Redbacks in Australien wechselte. Seit ihrer Rückkehr nach Nordirland spielt sie erneut für Glentoran.

### Nationalmannschaft
Caldwell spielte zunächst für die nordirische U-15-Mannschaft, U-17-Mannschaft und U-19-Mannschaft, ehe sie am 26. April 2008 bei einem Spiel gegen die Tschechische Fußballnationalmannschaft der Frauen erstmals für die nordirische Nationalmannschaft zum Einsatz kam. Ihr vorerst letztes Spiel für die Nationalmannschaft absolvierte sie am 17. September 2014. Erst sechs Jahre später, am 18. September 2020, spielte sie erneut für die Nationalmannschaft. Bei der Fußball-Europameisterschaft der Frauen 2022 kam sie in zwei Vorrundenspielen zum Einsatz, wobei sie einmal eingewechselt wurde und einmal von Beginn an spielte. Außerdem spielte sie auch für die nordirische Futsalnationalmannschaft der Frauen. Für die Mannschaft absolvierte sie im Rahmen der Qualifikation zur Futsal-Europameisterschaft der Frauen 2019 drei Spiele.